# Straka modrá
Straka modrá je krkavcovitý pták z rodu Cyanopica.

## Popis
Je poněkud podobná strace obecné, ale menší a štíhlejší, s úměrně kratšíma nohama a zobákem. Má hnědošedé až béžové břicho, leskle černou horní část hlavy, bílý krk, modrá křídla a ocas.

## Rozšíření
Ve starší literatuře je popsán výskyt ve dvou oddělených oblastech. Jedna se nacházela v jihozápadní Evropě na Pyrenejském poloostrově, další, mnohem větší, ve východní Asii. Evropská populace byla původně řazena do poddruhu Cyanopica cyanus cooki Bonaparte, 1850. Dnes je řazena do samostatného monotypického druhu straka iberská (Cyanopica cooki). Asijské populace mají rovněž delší ocas, světleji modré opeření a světlé špičky středních ocasních per.

## Fylogeneze a taxonomie
Disjunktivní areál straky modré (Pyrenejský poloostrov, východní Asie, 9000 km od sebe), se pokoušelo zdůvodnit několik teorií. Jedním zdůvodněním byla možná introdukce ptáků z východní Asie do Evropy v 16. století, jiným zánik populací mezi dnes zachovanými areály v důsledku pleistocenního zalednění. Analýza mitochondriální DNA ukázala, že evropská populace je od asijské výrazně odlišná a je bazální pro všechny ostatní poddruhy. Straka modrá je tedy prokazatelně původní i v Evropě. Asijské populace tvoří dvě výrazné fylogenetické linie (vnitrozemskou a tichooceánskou), které jsou geograficky oddělené pohořím Da Hingan Ling a Žlutým mořem. Příčinou rozpadu do těchto linií bylo právě zmíněné pleistocenní zalednění. K oddělení evropské linie došlo pravděpodobně ještě dříve, odhadem před 1,2 milióny let; asijské populace se pak rozdělily do dvou větví před asi 294 000 let (k izolaci japonských populací pak došlo před 156 000 let).
Nejbližšími příbuznými strak rodu Cyanopica nejsou pravé straky (Pica), ale sojky rodu Perisoreus a Cyanocitta.
Na základě zjištěných skutečností bylo navrženo oddělení evropské populace do samostatného druhu straka iberská (Cyanopica cooki). Asijské populace by pak měly být děleny do pouhých dvou poddruhů.
V současné literatuře jsou uváděny tři poddruhy:
- C. c. cyanus – severní populace,
- C. c. japonica – japonská populace,

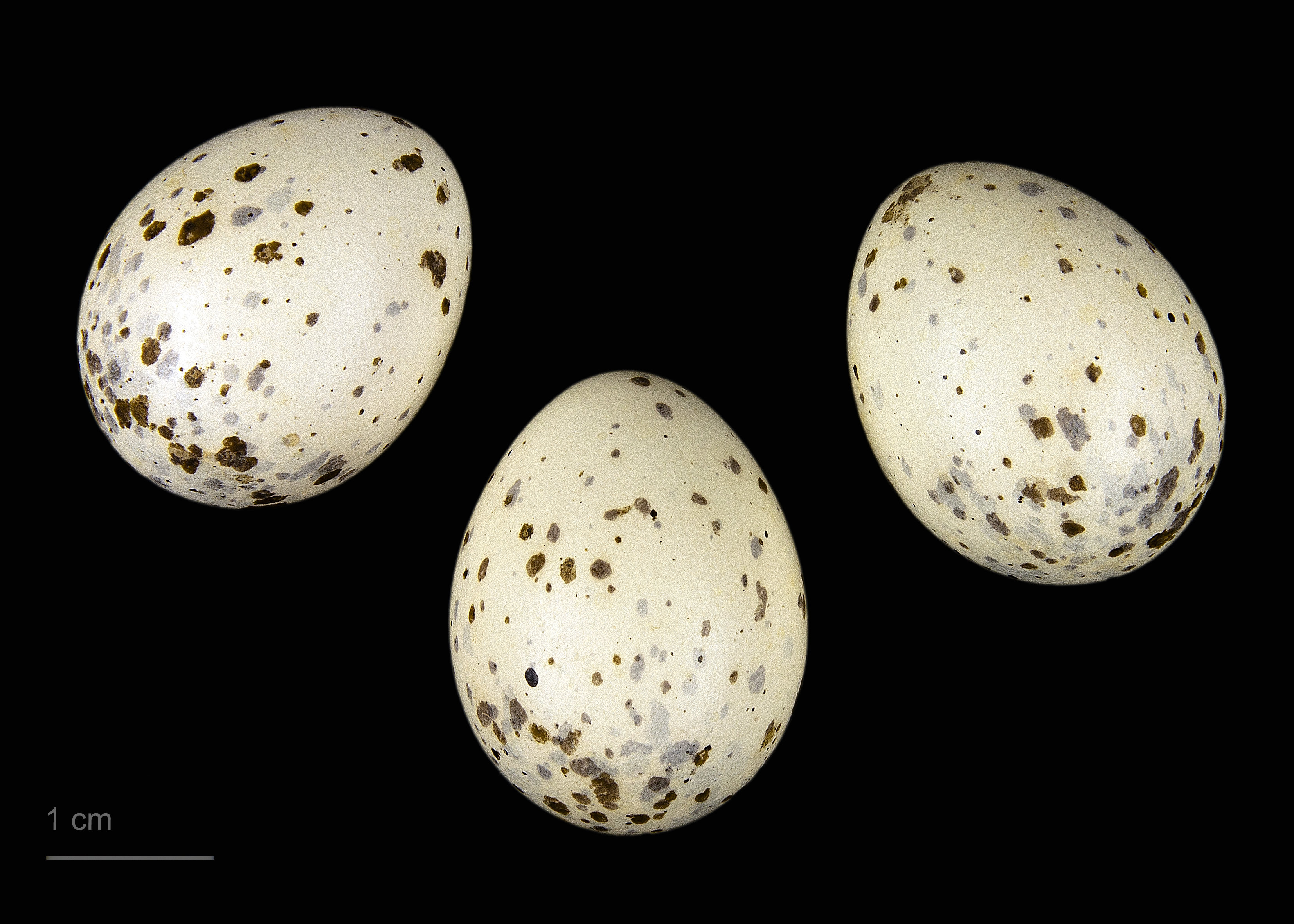
Vejce straky modré
(Cyanopica cyanus)

- C. c. swinhoei – jižní populace.